# God’s Army IV – Die Offenbarung
God’s Army IV – Die Offenbarung (Originaltitel: The Prophecy: Uprising) ist ein US-amerikanischer Horrorthriller von 2005 und stellt den vierten Teil der Reihe God’s Army dar. Er handelt von einem Krieg zwischen Engeln im Himmel, im Gegensatz zu seinen Vorgängern ist der Schauplatz von Nordamerika nun nach Rumänien verlagert worden. Die Handlung wird zudem mit der kommunistischen Vergangenheit Rumäniens verbunden. Der Film wurde zeitgleich mit seiner Fortsetzung God’s Army V – Die Apokalypse gedreht, beide Teile erschienen unmittelbar auf DVD.

## Handlung
In Bucharest unterstützt die Theologiestudentin Allison einen Geistlichen in der Kirche. Nach der Verrichtung des Gottesdienstes findet sie einen Schlüssel, den dieser liegen gelassen hat. Sie folgt ihm in den Keller, wo sie ihn jedoch tot am Boden liegen findet, er hatte kurz zuvor noch in einem Buch geblättert, das er offenbar dort hinter einer Mauer versteckt gefunden hatte. Es handelt sich um eine sehr alte Bibel, allerdings erscheinen an ihrem Ende noch weitere Textteile in der Offenbarung des Johannes, die sich von selbst schreiben. Allison flieht mit dem Buch, nachdem eine Stimme, die einem Engel namens Simon gehört, ihr dazu rät. Auf der Suche nach dem Buch ist auch Belial, der während des ersten Kriegs im Himmel Seite an Seite mit Luzifer stand, sich dann aber gegen diesen erhoben hatte und nun als Dämon auf der Erde weilt. Er kann die Körper von Menschen übernehmen, jedoch nicht lange ohne einen solchen bestehen.
In der Stadt arbeitet auch der Polizeibeamte Dani Simionescu, der eine schwierige Vergangenheit hat: Er hatte damals während der kommunistischen Herrschaft als Kind seine regimekritischen Eltern an den Geheimdienst verraten. Er nimmt immer wieder Kriminellen auf der Straße (etwa Drogenhändlern) ihre Einkünfte ab und spendet diese anschließend an die örtliche Kirche. Er weiß nicht, dass seine Schwester Lucia noch am Leben ist, sie wurde damals vom Staat zur Adoption freigegeben – es handelt sich um Allison, die ebenfalls nichts von ihrem Bruder und ihrem eigenen Hintergrund weiß. Simionescu ermittelt nun in einer seltsamen Mordserie, wo den Opfern das Herz aus dem Leib gerissen wurde. Unterstützung bekommt er überraschend von einem auftauchenden Interpol-Agenten namens John Riegert. Er merkt jedoch bald, dass mit diesem etwas nicht stimmt, denn Nachforschungen ergeben, dass er an einer Reihe von Ereignissen beteiligt war – unter anderem auch im Rumänien während der kommunistischen Herrschaft. Über einen Kontakt in einem Chatroom wird Simionescu zudem darauf hingewiesen, dass es Wesen gibt, die unter den Menschen wirken – auf seine Nachfrage werden diese als Engel bezeichnet, was ihn nachdenklich stimmt.
Simon leitet Allison zu einem verlassenen Landhaus, wo damals der Geheimdienst Folterungen vorgenommen hatte. Dort treffen auch Belial sowie Simionescu und Riegert ein. Es stellt sich heraus, dass es sich bei Riegert in Wirklichkeit um Luzifer handelt. An dem Ort ist damals so viel Böses geschehen, dass er nun Luzifer zugehörig ist. Luzifer sagt Allison, dass sie sicher ist, solange sie hier drinnen aufhält. Beide Kontrahenten sind nun an dem Buch, dem sogenannten Lexikon, interessiert, das wertvolles Wissen über die Zukunft erhält und dem Besitzer große Macht verleiht. Belial will es für seine eigenen Zwecke nutzen, während Luzifer vielmehr ein Interesse daran hat, Belial nicht mehr Macht zu geben, sodass dieser letztlich eine weitere Hölle errichten könnte, er selbst besitzt kein tieferes Interesse am Lexikon. Nach dem Tod von Belials benutzten Körper befällt er Simionescu, woraufhin Allison gezwungen ist, ihren Bruder zu töten. Danach nimmt Luzifer die Seele Belials in sich auf. Er lässt Allison daraufhin alleine im Haus zurück.
Allison geht schließlich nach draußen, wo Luzifer im Licht der Morgendämmerung im Park vor dem Landhaus steht. Er meint zu Allison, dass der Krieg zwischen den Engeln vorerst vorüber ist, dies aber nicht lange anhalten werde. Er rät ihr dazu, das Lexikon sicher zu bewahren, dann löst er sich in einem Schwarm von Krähen auf.

## Rezeption
Die Redaktion von cinema.de gab dem Film 3 von 5 Punkten und bezeichnete ihn als „Mystikschocker mit laschem Ende“.
Das katholische Portal Filmdienst urteilte: „Der Fantasy-Film mischt biblische Motive auf, um im Rahmen von Genreunterhaltung religiöse Gefühle anzusprechen.“
Der Rezensent Thomas gab 2006 im Fanzine Handle Me Down 2006 dem Film 5 von 10 Sternen. Der Film sei entgegen dem deutschen Titel „keine Offenbarung“: „Die solide Videoproduktion ist eine überflüssige, immerhin aber ansprechend besetzte und gut gespielte Fortspinnung des Konflikts der Überwesen.“ Es werde „eine eigene Geschichte“ erzählt, diese „glänzt dabei nicht durch Originalität, unterhält auf mittlerem Niveau aber durchgängig“. Die Handlung biete dabei aber keine großen Überraschungen. Der vierte Teil der Reihe sei letztendlich „kein unbedarfter Schnellschuss, sondern routiniert mystischer Fantasy-Horror“, die Handlung erinnere in Grundzügen an The Hidden und Fallen. Das Ende stelle ein „gelungene[s] Finale“ dar.
Auf seiner Seite Wortvogel urteilte 2022 Torsten Dewi in einem Artikel über in Vergessenheit geratene Fantasy- und Science-Fiction-Franchises, dass sowohl der vierte als auch der fünfte Teil der Reihe „an keiner Stelle mehr die Qualität der Originale“ erreichen würde, es fehle hierbei nicht nur Christopher Walken.